# Hubert Maga

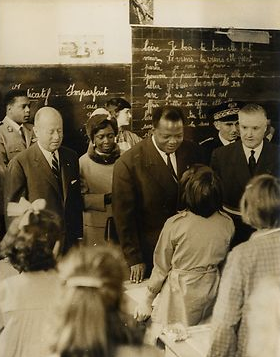
Hubert Maga

Coutoucou Hubert Maga (* 10. August 1916 in Parakou; † 8. Mai 2000 in Cotonou) war ein beninischer Politiker und von 1960 bis 1963 und 1970 bis 1972 Präsident der Republik Dahomey.

## Politiker
Hubert Maga stammte aus Parakou im Norden des seinerzeit französischen Dahomey, des heutigen Benin. Er besuchte die École normale William Ponty. 1947 wurde er Mitglied der Territorialversammlung Dahomeys und 1951 sowie 1956 zum Abgeordneten der Nationalversammlung in Paris gewählt. Kurze Zeit war er Staatssekretär für Arbeit in der französischen Regierung. Er gehörte zur Partei Mouvement Démocratique Dahoméen, die 1959 in Rassemblement Démocratique du Dahomé (RDD) umbenannt wurde. Seine Parteien waren Teil der Sammlungsbewegung Rassemblement Démocratique Africain (RDA). Vor seiner ersten Amtszeit als Premierminister war er bereits Arbeitsminister Benins.

## Präsident 1960 bis 1963
Am 22. Mai 1959 wurde er nach seinem Wahlsieg über Sourou-Migan Apithy Premierminister von Dahomey. Nach der Unabhängigkeit des Landes am 1. August 1960 wurde er erster Staatspräsident. Seine Partei fusionierte mit der seines Rivalen Apithy zur Parti Dahoméen de l'Unité. Nach schweren Unruhen im Oktober 1963 trat er zurück, die Macht übernahm zunächst Generalstabschef Christophe Soglo. Maga ging für einige Jahre ins Exil.

## Präsident 1970 bis 1972
Am 7. Mai 1970 wurde er ein zweites Mal Präsident, nachdem ein dreiköpfiger Präsidialrat etabliert worden war, dem neben ihm die Ex-Präsidenten Justin Ahomadégbé und Sourou-Migan Apithy angehörten. Nach zwei Jahren übernahm Ahomadegbé-Tomêtin turnusmäßig die Präsidentschaft, bis am 26. Oktober der Putsch des Majors Mathieu Kérékou stattfand, der das Trio bis 1981 in Haft nehmen ließ.

## Letzte Jahre
Ein weiteres Mal war Maga politisch aktiv, als Präsident Kérékou den Weg zur Demokratie freimachte. Am 9. März 1990 wurde ein Rat (Haut Conseil pour la République) als provisorisches oberstes Organ eingerichtet. Diesem Rat gehörten neben Maga die ehemaligen Staatsoberhäupter Ahomadegbé-Tomêtin, Congacou und Zinsou an. Später wurde er Mitglied des Verfassungsgerichts. Er starb am 8. Mai 2000 in einem Krankenhaus in Cotonou und wurde in seinem Heimatort Parakou beerdigt. Die Regierung des seit 1996 wieder amtierenden Präsidenten Kérékou ordnete eine siebentägige Staatstrauer an.